# 포풀라레스
포풀라레스(Populares)는 로마 공화정 말기의 정치 일파로 민중파, 평민파라고 불린다.

## 개요
로마 공화정의 정치를 주도해 온 원로원에 반발하여 평민의 지지를 기반으로 정치를 하려고 한 일파를 포풀라레스라고 부른다. 이에 반해 종래의 원로원 주도의 정치를 하고자 하는 사람들을 대체로 옵티마테스(벌족파 또는 원로원파)라고 불렀다.
당시 로마는 라티푼디움의 발전으로 광대한 토지와 노예를 다수 소유하고, 대규모 농장을 경영하는 귀족이나 부자가 발흥하였고, 이에 대항할 수 없는 자작농은 몰락했다. 자작농의 대부분이 농지를 잃고 재산이 없는 포푸로레타리(무산시민)가 되었다. 이것은 일정 이상의 재산을 가진 로마 시민을 징집하여 군대를 유지하고 있던 로마 공화국에게는 군사력의 저하는 큰 문제가 되기도 했다.
포풀라레스는 그런 당시의 로마 사회를 바로 잡기 위해, 몰락한 평민들에게 농지의 분배와 기타 구제책을 시도했다. 그러나 이러한 개혁은 기존의 권력기구인 원로원이 달가워하는 정책은 아니었고, 양자는 대립 관계에 있을 수밖에 없었다.

## 역사
포풀라레스로 간주되는 최초의 정치인은 그라쿠스 형제이다. 그들은 시민 집회를 정치적 기반으로 하여 호민관에 취임하여 개혁을 시도했다. 귀족의 토지 소유를 제한하고, 평민에게 농지를 분배하려고 했지만, 원로원의 저항에 부딪쳐 개혁은 실패로 끝난다. 그러나 이때부터 포풀라레스와 옵티마테스의 다툼, 나아가 내란의 세기의 막이 열렸다.
포풀라레스는 가이우스 마리우스가 집정관에 취임할 무렵에 크게 득세했다. (마리우스파) 마리우스는 군제 개혁을 통해 군을 기존의 징병제에서 지원병제로 전환하고, 빈민 출신의 지원병을 고용하여 그라쿠스 형제와는 다른 형태로 몰락한 평민을 구제하는 동시에 로마의 군사를 구조 조정했다. 하지만 세력을 확장한 포풀라레스는 마리우스의 사후 옵티마테스의 루키우스 코르넬리우스 술라가 독재관에 취임하면서 그들 대부분이 숙청되었다. (마지막 마리우스파, 퀸투스 세르토리우스의 반란, 3차에 걸친 노예전쟁)
기원전 78년의 술라의 사망 이후 포풀라레스를 칭했던 율리우스 카이사르가 로마 내전에서 승리를 거두고 권력을 장악했다. 카이사르는 일단 그라쿠스 형제가 좌절한 토지 개혁을 단행하였고, 포풀라레스는 전성기를 맞이한다.
그 후, 옵티마테스에 의해 카이사르가 암살되었지만, 그의 후계자인 가이우스 옥타비우스, 투리누스 카이사르의 부하인 마르쿠스 안토니우스와 마르쿠스 아이밀리우스 레피두스에 의해 제2차 삼두정치가 결성되면서, 옵티마테스의 다수가 숙청되었다. 그 후, 포풀라레스 출신들인 옥타비아누스와 안토니우스의 권력 투쟁이 정치 일파로 벌어지면서 포풀라레스의 의의는 희미해져 갔다.

## 같이 보기
- 플레브스
- 노부스 호모
- 옵티마테스